# 久保田彩花
久保田 彩花（くぼた あやか、1996年1月27日 - ）は、奈良県出身のプロボウラー。永久A級ライセンス取得者。愛称は「あやふぁー」。
右投げ。所属センターはピースボウル所属を経て現在は相模原パークレーンズ。アメリカンボウリングサービス社（ABS)と用品契約を結んでいる。

## 略歴
2014年、第47回女子プロボウラー資格取得テストに挑戦するも不合格となる。
2015年5月17日、JPBAのプロテストに2回目の挑戦で合格し、女子第48期生（ライセンスNo.526）としてプロボウラーとなる。
合格後、2015年度下半期女子トーナメント出場優先順位決定戦を経て、7月20日～22日の第31回六甲クィーンズオープンで公式戦デビューを飾り、21位となった。その後、2015レディース新人戦を含めて8つの公認トーナメントに出場し、初年度のポイントランキングこそ47位だったが、アベレージランキングでは211.24で9位に入った。
2016年は、9月7日～10日の第11回MKチャリティカップで当時の自己ベストとなる5位に入賞するなどの成績を残し、最終的にポイントランキング16位に入って自身初となるトップシードを獲得した。
2017年は、日本プロボウリング協会50周年を記念して1月31日～2月2日に開催された日本プロボウリング協会創立50周年記念大会において優勝し、プロ初勝利をマークすると、続いて4月20日～23日に開催された2017宮崎プロアマオープンにおいても連続優勝を果たして通算2勝目をマークした。また、この連続優勝の直後、ピースボウル豊中曽根店が閉店したことに伴って、同りんくうシークル店に異動している。連続優勝後、グリコセブンティーンアイス杯からジャパンオープンまでの7大会で、 ROUND1 Cup Ladies 2017の選抜大会敗退を含めて7戦連続予選敗退となったが、シーズン最終戦となった全日本女子選手権では準優勝し、最終的に自己ベストとなるポイントランキング4位に入ってトップシードを維持した。また、この年にはBS日テレが企画した『P★LEAGUE オフィシャルDVD VOL.12』に出演した。
2018年は関西オープンこそ49位と沈んだものの、前年優勝した宮崎オープンでは8位タイ、続くグリコセブンティーン杯では12位、東海オープンは準優勝と結果を出している。また、前年はDVDにのみ出演したPリーグも2018年4月の放送（第11シーズン）よりレギュラーとして出演するようになった。キャッチネームは「奈良のワンダーガール」である。一方で所属していたピースボウルが豊中曽根店に引き続きりんくうシークル店も閉店し、4月よりフリーとして活動することになった。以後も新人戦4位になるなどの成績を残し、最終的には1340ptでポイントランキング10位と、3年連続のトップシードを維持した。
2019年は、開幕戦となった新トーナメントのJPBA Women's All Star Gameにおいて12位に入ったのを皮切りに、その後も全トーナメントで予選を突破する安定感を見せ、10月18日から20日に行われた千葉オープンにおいて通算3勝目となる優勝を果たした。
2016年〜2021年シーズンまで、トップシードを５年連続で獲得した事で永久A級ライセンスを授与される。（女子プロ100人目）
2022年4月16日に自身の夢であった「都会のど真ん中、グランフロント大阪で青空の下、ボウリングがしたい！！」「青空ボウリング㏌うめきた広場」を開催。クラウドファンディングで資金を募った日本初の野外ボウリングイベントとして注目された。ゲストとしてプロボウラーの川添奨太と加藤祐哉も参加した。
2022年11月27日、APA PRESENTS 2022 KING's&QUEEN'sプロボウラーズトーナメントにおいて優勝。通算４勝目。
2023年9月16日、第16回MKチャリティーカップにおいて優勝、通算5勝目。賞金150万円と副賞のトヨタヤリスハイブリッドを獲得した。
2024年5月26日、Glicoセブンティーンアイス杯第11回プロアマトーナメントにて優勝。通算6勝目。
2024年9月1日から相模原パークレーンズ所属になる。
2025年7月27日、大岡産業レディース [THE OPEN] トーナメント2025で優勝。これで通算10勝目となり、準永久シード権を獲得。

## 成績

### 公認トーナメント
| 年度 | 50周年        | AS             | 桑田杯         | 関西OP        | 宮崎OP        | グリコ杯     | 六甲OP         | 東海OP         | 新人戦 | MK杯           | 千葉OP        | R1杯 R1 GC    | ジャパンOP     | SSS杯         | プリンス杯    | 全日本         | 年度通算        | 年度通算          | 年度通算               | 出典                 |
| 年度 | 50周年        | AS             | 桑田杯         | 関西OP        | 宮崎OP        | グリコ杯     | 六甲OP         | 東海OP         | 新人戦 | MK杯           | 千葉OP        | R1杯 R1 GC    | ジャパンOP     | SSS杯         | プリンス杯    | 全日本         | ポイント        | アベレージ        | 賞金                   | 出典                 |
| --- | ------------- | -------------- | -------------- | ------------- | ------------- | ------------ | -------------- | -------------- | ------ | -------------- | ------------- | ------------- | -------------- | ------------- | ------------- | -------------- | --------------- | ----------------- | ---------------------- | -------------------- |
| 2015年 | ---           | ---            | ---            | ---           | ---           | ---          | 21位 （89pt）  | 59位 （14pt）  | 7位    | 57位 （16pt）  | ---           | 43位 （34pt） | 11位 （185pt） | ---           | 53位 （27pt） | 15位 （132pt） | 497pt （47位）  | 211.24 （9位）    | 562,000円 （圏外）     | [ 3 ] [ 4 ]          |
| 2016年 | ---           | ---            | ---            | 63位 （10pt） | 17T （93pt）  | 59位         | 11位 （185pt） | 22位 （85pt）  | 3位    | 5位 （410pt）  | ---           | 17T （78pt）  | 57位 （16pt）  | ---           | 53位 （27pt） | 7位 （320pt）  | 1224pt （16位） | 210.60 （17位）   | 969,000円 （19位）     | [ 5 ] [ 15 ]         |
| 2017年 | 1位 （800pt） | ---            | ---            | ---           | 1位 （800pt） | 31位         | 46位 （28pt）  | 39位 （42pt）  | 29位   | 42位 （36pt）  | ---           | ×             | 51位 （22pt）  | ---           | 56位 （27pt） | 2位 （650pt）  | 2405pt （4位）  | 214.14 （7位）    | 4,125,000円 （4位）    | [ 9 ] [ 16 ] [ 17 ]  |
| 2018年 | ---           | ---            | ---            | 49位 (24pt)   | 9T (168pt)    | 12位         | 42位 （36pt）  | 2位 （650pt）  | 4位    | 10位 （210pt） | ---           | 17T （93pt）  | 20位 （94pt）  | ---           | 39位 （27pt） | 41位 （38pt）  | 1340pt （15位） | 211.87 （未発表） | 1,173,000円 （未発表） | [ 18 ]               |
| 2019年 | ---           | 12位 （165pt） | 12位 （165pt） | ---           | 5T （342pt）  | 9位 （75pt） | 26位 （70pt）  | 13位 （150pt） | 5位    | 12位 （165pt） | 1位 （800pt） | 9T （168pt）  | 62位 (11pt)    | 19位 （21pt） | 6位 （342pt） | 6位 （360pt）  | 2834pt （5位）  | 213.29 （5位）    | 2,974,000円 （5位）    | [ 19 ] [ 20 ] [ 21 ] |
| 1. 「T」は順位決定戦が行われなかったことにより同順位となったことを意味する（ex.9T→9位タイ）。 2. 「---」は未開催または不参加（プロテスト合格前を含む）を意味する。 3. 「×」は選抜大会敗退により順位が付されていないことを意味する。 4. 賞金総額300万円以上500万円未満のB公認トーナメントは2019年よりポイント付与の対象となった。 |               |                |                |               |               |              |                |                |        |                |               |               |                |               |               |                |                 |                   |                        |                      |

### その他表彰
- 2017年日本プロスポーツ大賞 新人賞